# Kloster Wendhusen

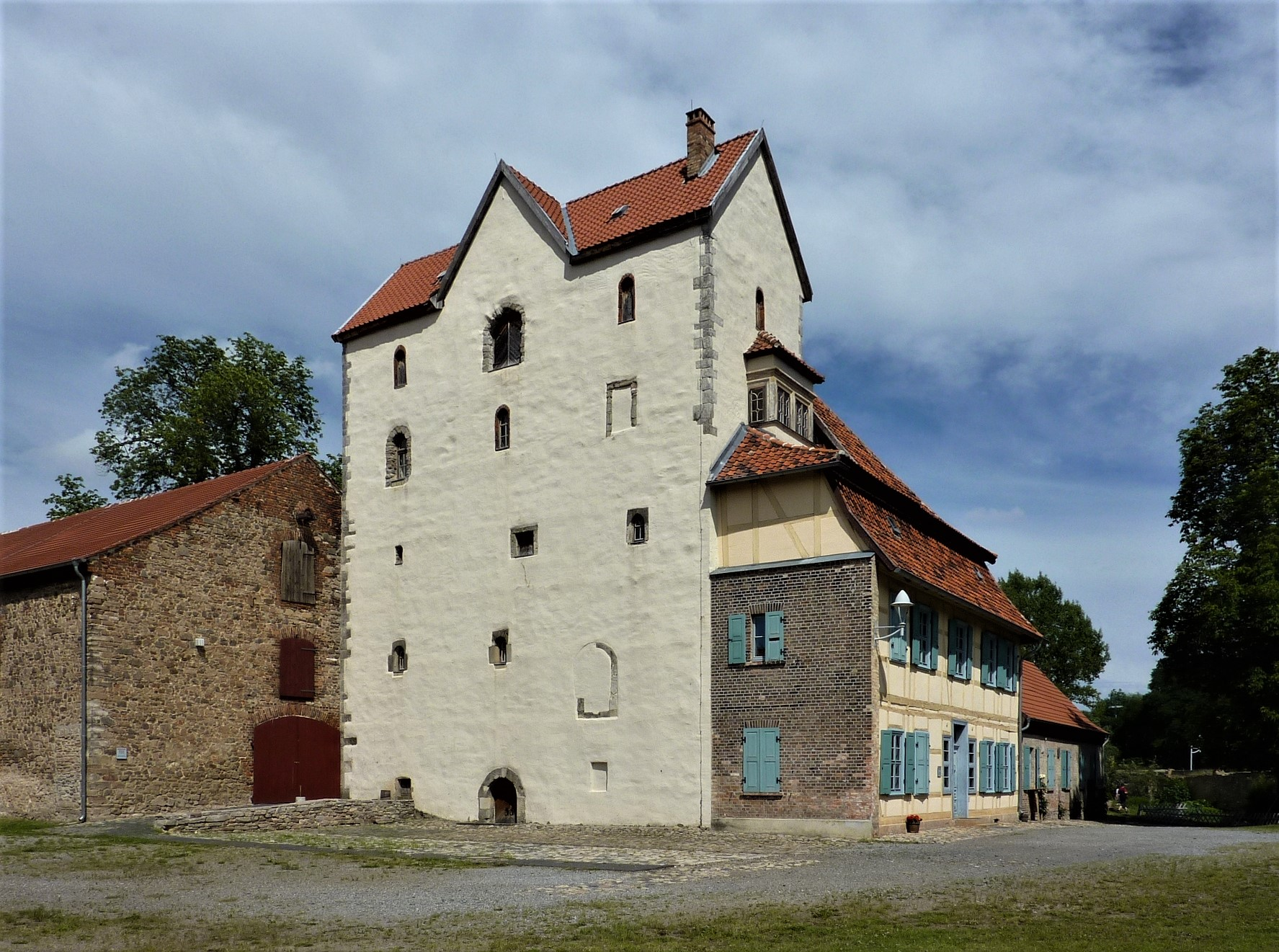
Kloster Wendhusen, ehemaliger Westbau der Kirche

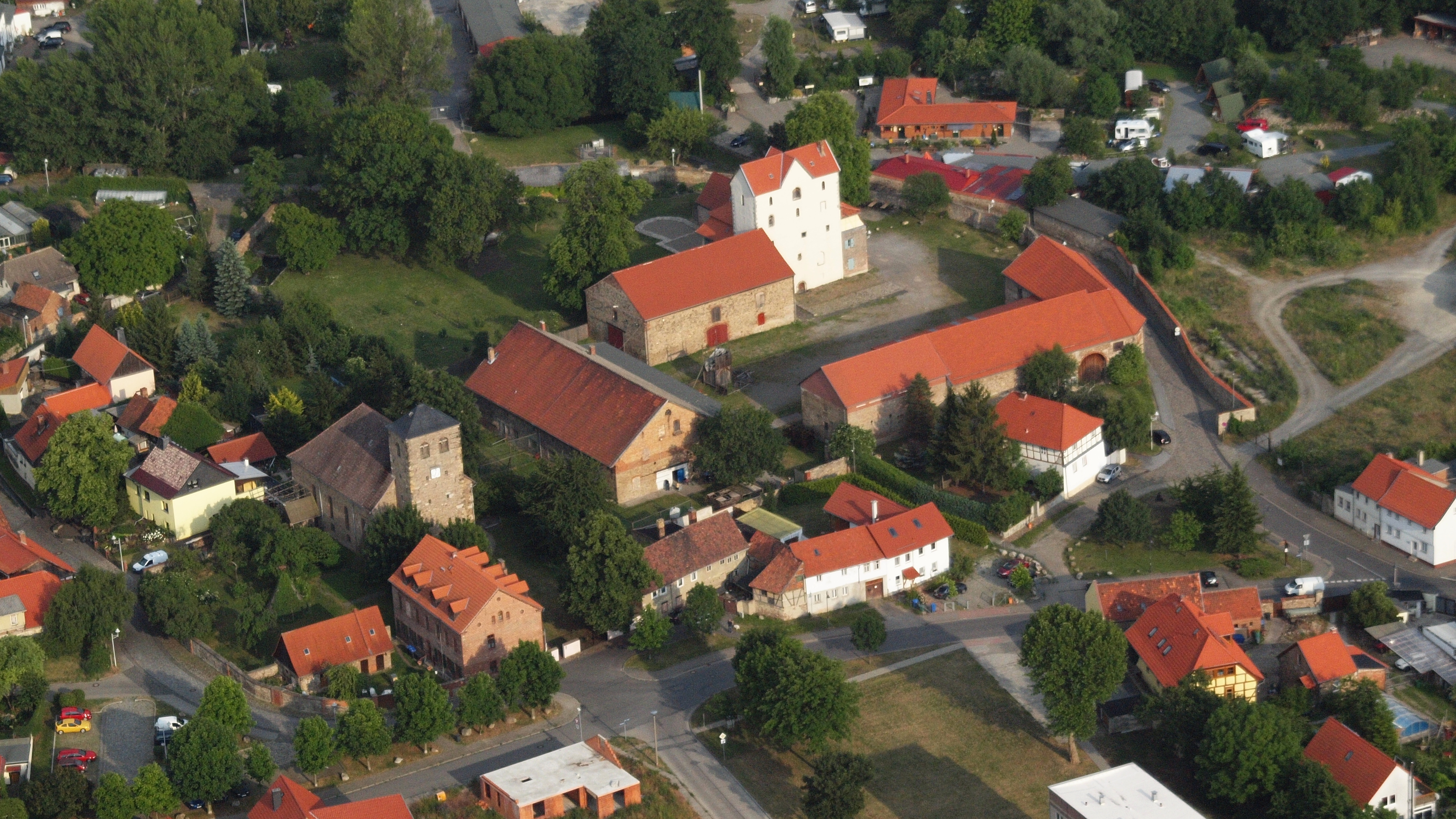
Auf der Luftaufnahme (2015) sind hinter dem Westriegel die Grundmauern des Kirchenschiffs zu erkennen und links vom Kloster die St. Andreaskirche.

Das Kloster Wendhusen, modernisiert auch Wendhausen, in Thale ist das älteste Kloster auf dem Gebiet des heutigen Landes Sachsen-Anhalt und ist Start- bzw. Endstation des Harzer Klosterwanderwegs. Es ist hier das einzige karolingerzeitliche Bauwerk und das älteste Kanonissenstift in den neuen Bundesländern. Nach der Säkularisation um 1540 wurde daraus ein Rittergut.

## Geschichte des Klosters
Das Kloster entstand um 825 als Gründung Giselas, der ältesten Tochter des ostfälischen Grafen Hessi, der 782 das Grafenamt von Karl dem Großen erhalten hatte. Diese war als Ehefrau des Grafen Unwan bereits frühzeitig verwitwet und wurde als Erbauerin mehrerer Klöster bekannt, neben Wendhusen auch in Karsbach in Franken. Ihre beiden Töchter Hruothild und Bilihilt wurden die ersten Äbtissinnen der Klöster Karsbach bzw. Wendhusen. Die aus Solazburg stammende Liutbirg erhielt eine Zelle, in der sie 30 Jahre lebte.
Die Reichsabtei Herford, das älteste und zeitweise bedeutendste sächsische Damenstift, hat auf spätere Stiftungen als Vorbild gewirkt und auch direkten Einfluss sowohl verfassungsmäßiger als auch personeller und kultureller Art ausgeübt. Nachweisen lässt sich solcher Einfluss in Wendhusen und in Gandersheim.
Das Kloster Wendhusen erhielt schon bald nach seiner Gründung Unterstützung aus Herford, vielleicht auch personeller Art. Im fragmentarisch erhaltenen Nekrolog des Klosters aus dem 11. Jahrhundert steht an erster Stelle die Herforder Äbtissin Haduwy. Weiterhin trug das Kloster das nicht eben häufige Patrozinium der heiligen Pusinna, der Herforder Stiftspatronin. Pusinnenreliquien gelangten von Herford aus in das Kloster.
Mathilde, die Witwe Heinrich I., versuchte 936 den Konvent nach Quedlinburg zu verlegen. Es kam jedoch nicht zur vollständigen Verlegung und das Kloster bestand in Abhängigkeit zum Quedlinburger Reichsstift fort.
1180 wurde das Stift in den Auseinandersetzungen zwischen Kaiser Friedrich I. und Herzog Heinrich dem Löwen verwüstet, aber gleich danach wieder aufgebaut. Während des Bauernkrieges wurde das Kloster 1525 ausgeraubt, zerstört und niedergebrannt. 1540 wurde es im Zuge der Einführung der Reformation säkularisiert. Die Konventsgebäude sind wahrscheinlich anschließend verfallen.

## Bauten und Anlage
Der heute in Thale vorhandene große Turm ist der beeindruckende Rest eines Westbaus (Sächsischer Westriegel), der spätestens um 1192/96 an eine ältere Kirche angefügt wurde, wahrscheinlich im Zuge des Umbaus bzw. der Erneuerung der Klostergebäude nach den Verwüstungen von 1180. Archäologische Grabungen haben 1993/94 die Fundamentzüge der Außenmauern des ehemals anschließenden Kirchenschiffs zutage gebracht, womit die frühere Meinung einiger Forscher, die den Wendhusenturm als karolingisch-ottonischen Wohnturm angesehen hatten, widerlegt wurde. Mit einem Saalgeschoss und darüber liegenden drei (Schlaf-)Gemächern samt Aborterker hat der Westriegel jedoch den Charakter eines wehrhaften und bewohnbaren Burgturms und dürfte dessen Funktionen mit erfüllt haben.
Die dem Westbau anschließende Stiftskirche war ein einschiffiger Saalbau mit hufeisenförmiger Apsis. Der Westbau ragte nach Norden und Süden über das Langhaus hinaus.

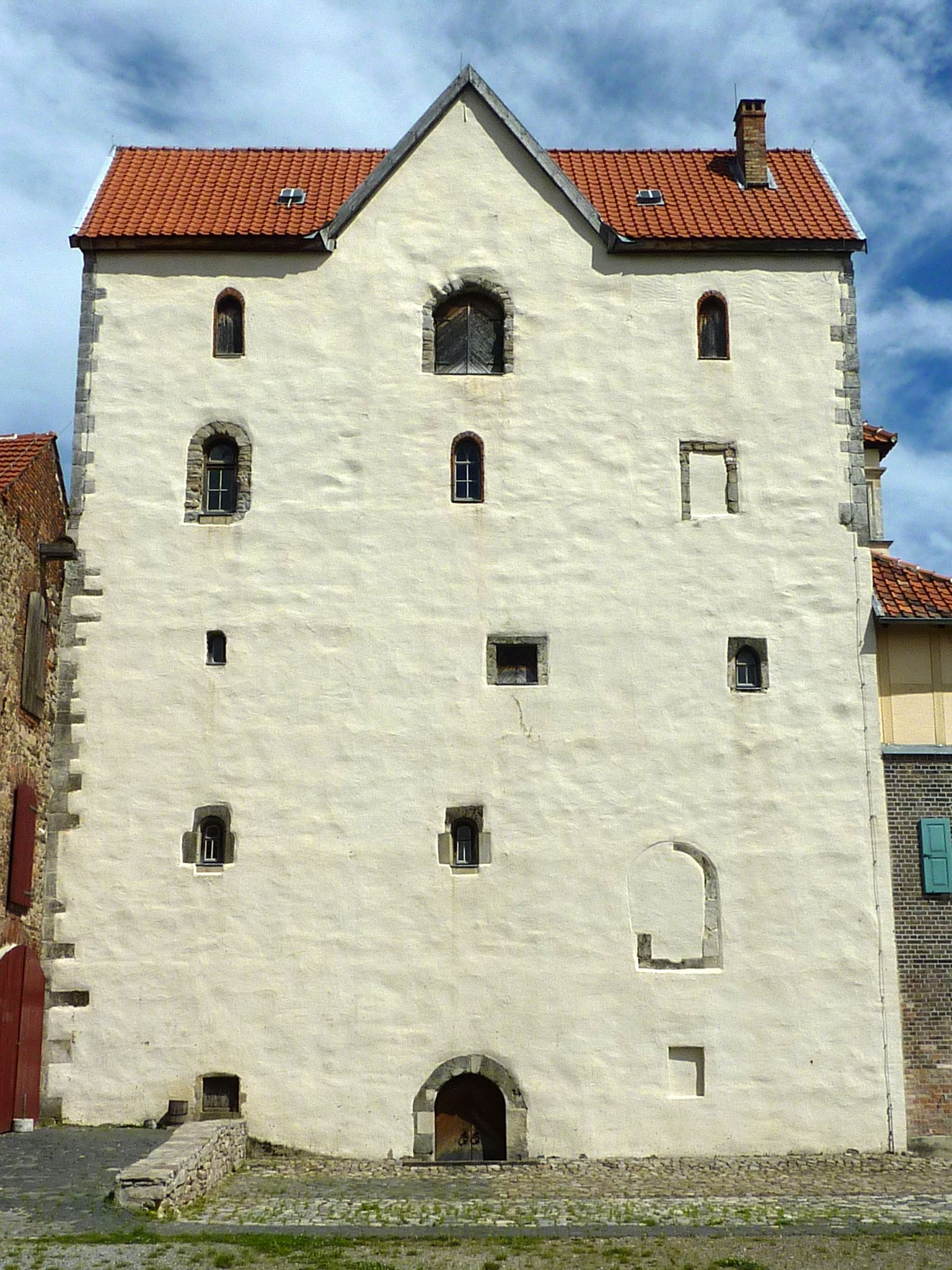
Sächsischer Westriegel (um 1192)
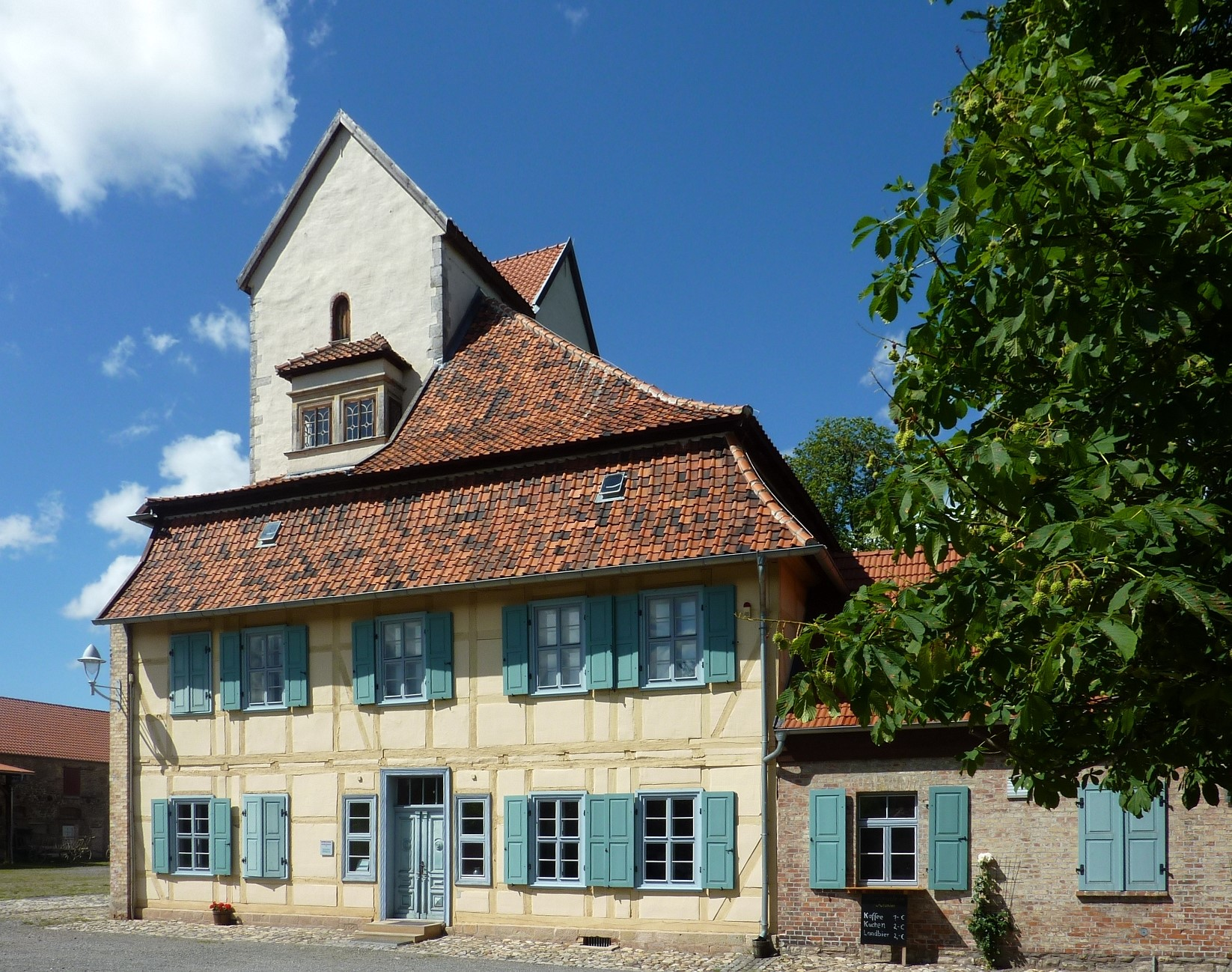
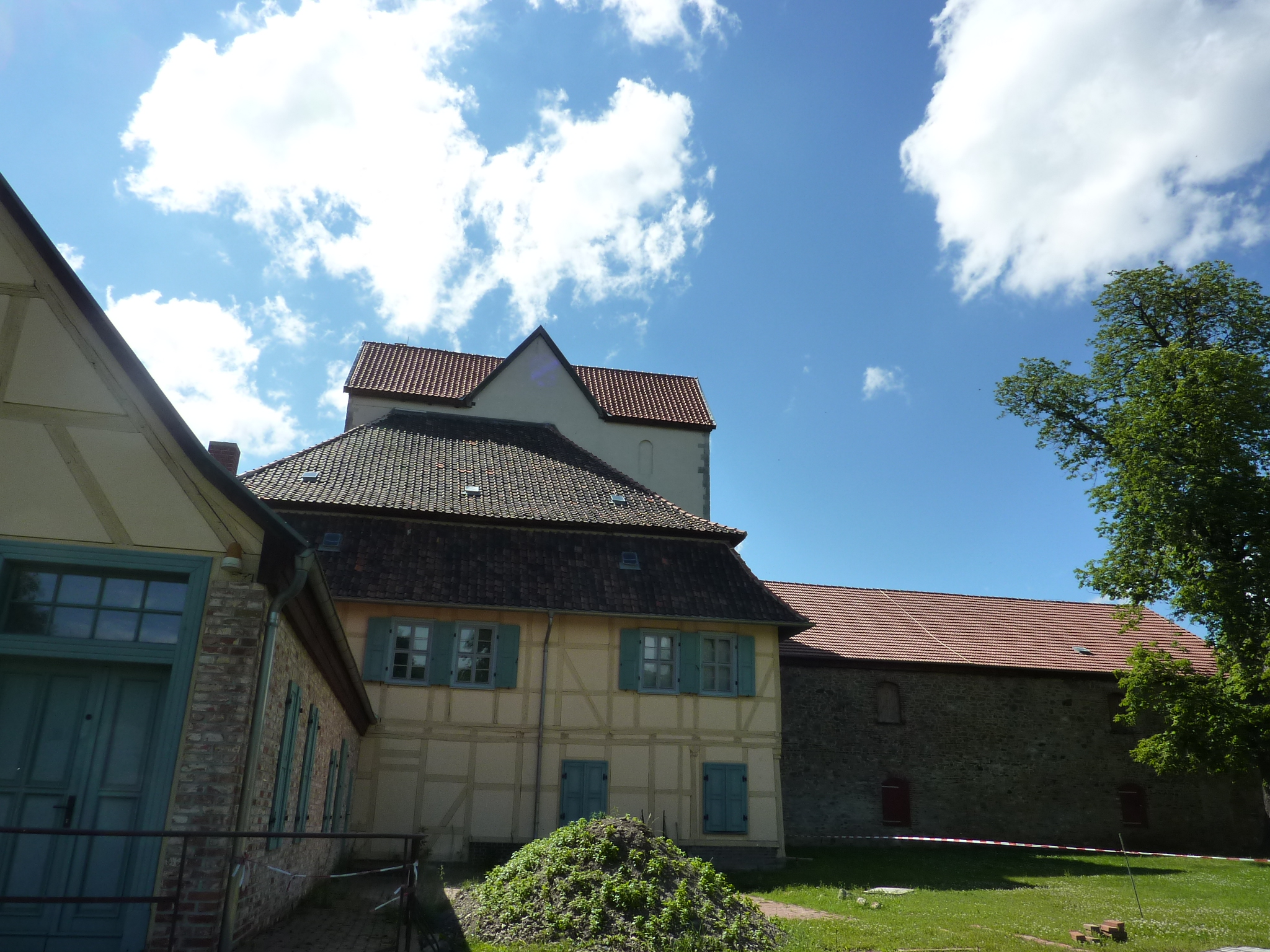
Spätere Anbauten im Bereich des Kirchenschiffs (aus Überresten der Kanonissenempore)
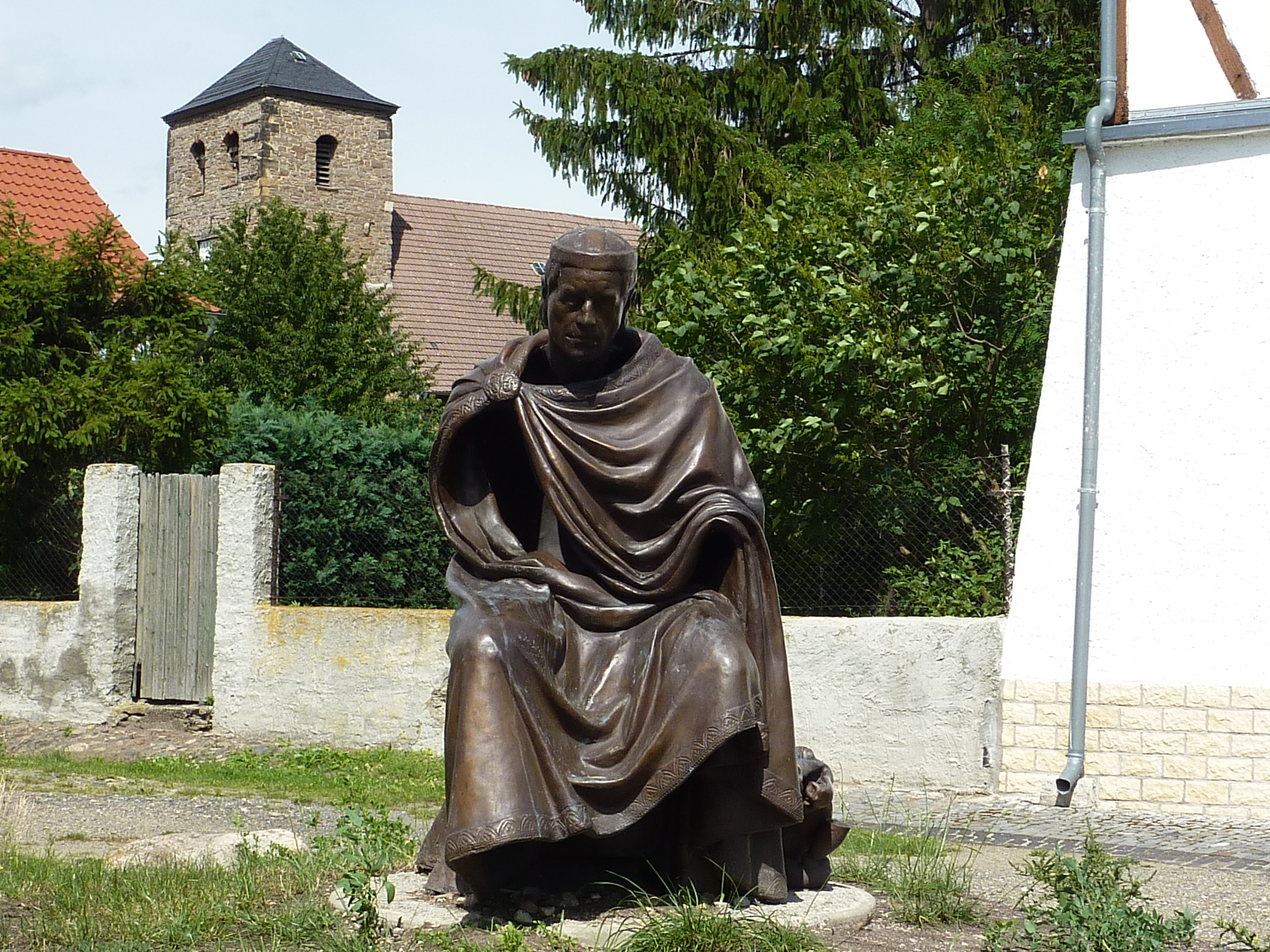
Graf-Hessi-Denkmal vor dem Kloster Wendhusen mit der Andreaskirche

## Geschichte des Ritterguts

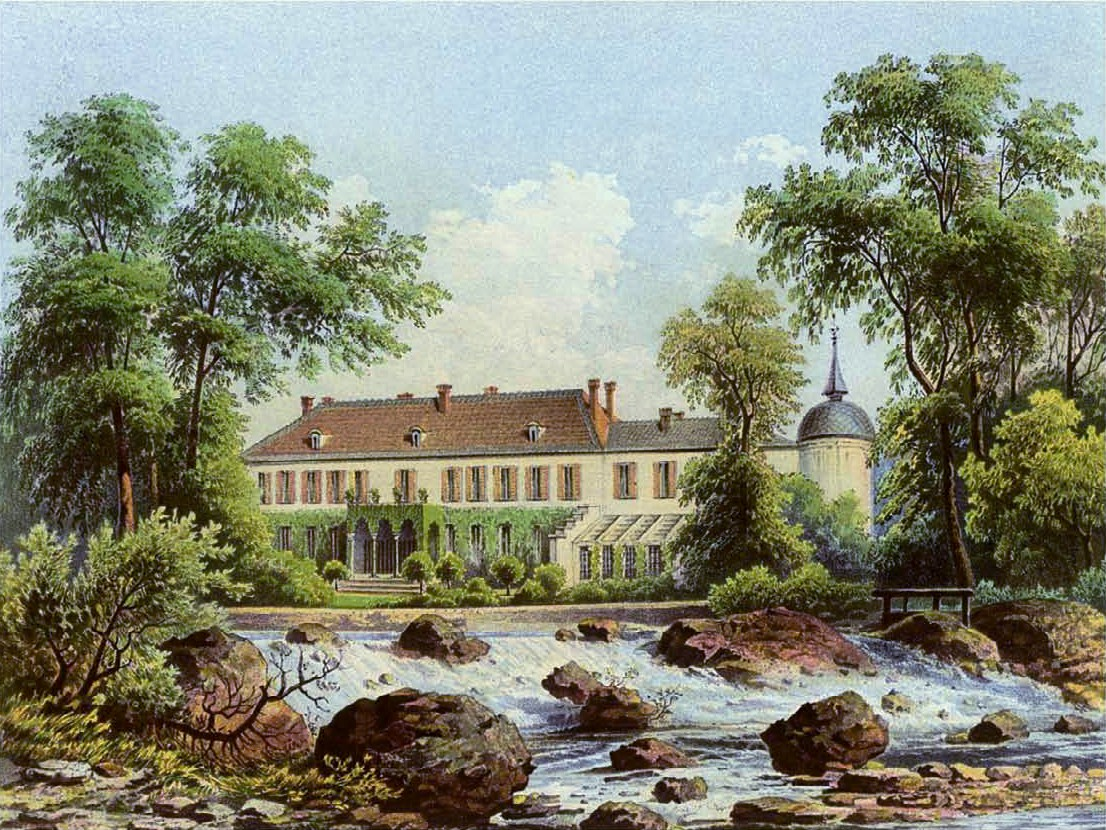
Bussche’sches Rittergut Thale (Sammlung Duncker um 1860)

Das Rittergut Thale, im Mittelalter im Besitz der Adelsfamilie von Thal, wird in neueren Chroniken als „Wendhusen I“ geführt, das aus dem Kloster entstandene Klostergut als „Wendhusen II“.
Im Zuge der Reformation hob der damalige Territorialherr Graf Ulrich XI. von Regenstein das Stift im Jahre 1540 auf und verlehnte das Klostergut zunächst an die Adelsfamilien von Weddelsdorff und von Watzdorff, bevor es schließlich in den Lehensbesitz derer von Steuben überging. Die Grafen von Regenstein und Blankenburg übertrugen es ihrem Vasallen Lorenz Steube – als Anerkennung seiner Verdienste im Krieg (1553) gegen Kurfürst Moritz von Sachsen. Zunächst bestand nur eine Anwartschaft, gemäß der Lehnsurkunde vom 3. Mai 1558 ging das Anwesen erst 1562 in den Alleinbesitz des Lorenz über, nachdem der Vorbesitzer Cunz von Watzdorff im selben Jahr ohne Erben verstarb.
In den folgenden Jahren übernahm Lorenz Steube mehrere Bürgschaften für das hochverschuldete Grafenhaus Regenstein, die ihn letztlich selbst in große finanzielle Schwierigkeiten brachten. Sein Urenkel Christoph Otto von Steuben verpfändete das Klostergut im 17. Jahrhundert schließlich an die Familie von Wartensleben, um das von ihm erworbene Schloss Schnaditz finanzieren zu können. Otto Werner von Steuben, jüngster Sohn des Christoph Otto, löste Wendhusen jedoch zu Beginn des 18. Jahrhunderts wieder aus, er wollte die Grabstätten seiner Ahnen zurück in den Steubenschen Familienbesitz bringen. Der Preis dafür, eine Hypothek auf das Rittergut Gerbstedt und eine zusätzliche Kreditaufnahme von 10.000 Talern, führte zum endgültigen Verlust: Nach dem Tode des Otto Werner – er hinterließ einen Schuldenberg von rund 42.000 Talern – wurde das Gut Wendhusen sequestriert und am 26. April 1723 für 25.000 Taler von Franz Hartwig übernommen, einem fürstlichen Amtmann aus Klostermansfeld. Die Kanzel der Gutskirche St. Andreas trägt die Wappen der Familien Steuben und Löser. In der Herrschaftsloge befindet sich ein lebensgroßes Marmor-Standbild des ehemaligen Kirchenpatrons Otto Werner von Steuben. Die Epitaphe des Erstbesitzers Lorenz Steube (1525–1585) und seiner beiden Ehefrauen Genoveva von Thal und Anna von Stammer (gestorben 1570), die sich über 400 Jahre an der Außenmauer der der St.-Andreas-Kirche befanden, wurden 2001 in die linke Seite des Kirchenschiffs versetzt.
Die Erben Hartwig verkauften das Gut im Jahre 1800 an die Familie von dem Bussche-Streithorst, die bereits seit 1755 das Rittergut in Thale besaßen und beide Betriebe bis zur Enteignung im Jahre 1945 in Besitz hatten, zuletzt vertreten durch den Widerstandskämpfer Freiherr Axel von dem Bussche.

## Gegenwart
Sowohl das ehemalige Klostergut als auch das benachbarte Rittergut in Thale befinden sich heute in öffentlichem Besitz, wurden nach umfangreichen Restaurierungen zum touristischen Anziehungspunkt des Ostharzes. Ihre wechselvolle Geschichte legt Zeugnis ab über das soziale, gesellschaftliche und politische Gefüge des Mittelalters. Im Februar 2007 übernahm die Nordharzer Altertumsgesellschaft e. V. unter dem ehemaligen Blankenburger Bürgermeister, dem Heimatforscher Heinz A. Behrens von der Stadt Thale den Klosterkomplex. Die Gesellschaft betreibt ein Klostermuseum zum Spezialthema „Kanonissenstifte“ und ein Zentrum für lebendige Geschichte.